# Villeneuve-la-Garenne
Villeneuve-la-Garenne je severno predmestje Pariza in občina v osrednjem francoskem departmaju Hauts-de-Seine regije Île-de-France, ob reki Seni, nasproti otoku Saint-Denis. Leta 1999 je imelo naselje 22.349 prebivalcev.

## Administracija
Villeneuve-la-Garenne je sedež istoimenskega kantona, slednji je vključen v okrožje Nanterre.

## Zgodovina
Občina je bila ustanovljena 9. aprila 1929 z izločitvijo ozemlja iz občine Gennevilliers.